# الزناتی محمد الزناتی
الزناتی محمد الزناتی (به انگلیسی: Muhammad az-Zanati) سیاستمدار اهل لیبی است. وی از سال ۱۹۹۲ تا ۲۰۰۸ دبیرکل کنگره خلق لیبی بوده‌است.